# Carl von Hueck
Carl Ferdinand von Hueck (* 3. Februarjul. / 15. Februar 1811greg. in Reval; † 22. Julijul. / 3. August 1889greg. ebenda) war ein deutsch-baltischer Agrarwissenschaftler und Genealoge.

## Leben

### Herkunft und Familie
Seine Eltern waren der Bürgermeister von Reval und Rittergutsbesitzer auf Munnalas Adam Johann von Hueck (1761–1829) und dessen Ehefrau Caroline, geborene Jencken (1776–1849). Der Mediziner Alexander von Hueck (1802–1842) war sein Bruder.
Er vermählte sich 1840 mit Charlotte von der Borg, einer Tochter von Carl Friedrich von der Borg (1794–1848). Aus der Ehe ging der Sohn Karl Johann (John) von Hueck, verheiratet mit Sophie von Wistinghausen, hervor. John und Sophie hatten zwei Söhne.

### Werdegang
Hueck besuchte in den Jahren 1821 bis 1830 das Gouvernements-Gymnasium in Reval. Im unmittelbaren Anschluss studierte er zunächst Medizin und Philosophie an der Kaiserlichen Universität Dorpat, wobei er sich seit 1831 als Landwirt in Estland betätigte. Von 1832 bis 1834 studierte er Ökonomie, war von 1833 bis 1834 Assistent bei Friedrich Gottlob Schulze am Landwirtschaftlichen Lehrinstitut der Universität Jena, wo er schließlich zum Dr. phil. promoviert wurde. Als Dozent an der Landwirtschaftliche Akademie in Eldena bei Greifswald betätigte er sich von 1834 bis 1837. Im Jahre 1838 übernahm er als Besitzer das väterliche Gut Munnalas, das er 1772 seinem Sohn abtrat. In dieser Zeit bildete er dort junge Landwirte aus. Von 1860 bis ebenfalls 1872 war zudem Arrendator des Gutes Laitz.
Hueck lebte von 1876 bis 1883 in Alt-Riesenberg und anschließend in Poll. Die Wahl zum Direktor des Estländischen Schafzüchtervereins im Jahr 1837 und die Errichtung einer Landwirtschaftlichen Lehranstalt in Orrenhof lehnte er ebenso ab wie Berufungen als Professor der Landwirtschaft nach Dorpat im Jahr 1846 oder Göttingen. Er war 1839 Mitgründer der Estländischen Landwirtschaftlichen Vereinigung. Neben seinen Verdiensten als Agrarwissenschaftler und praktischer Landwirt, sammelte er als Genealoge Material zur Geschichte deutscher Geschlechter in Russland.
Der Genealoge Walter von Hueck ist ein direkter Nachfahre.

## Werke
- Über die in Ehstland übliche Aufbewahrungsart des Düngers unter den Füßen der Thiere, (Dissertation) Jena 1834
- Darstellung der landwirtschaftlichen Verhältnisse in Esth-, Liv- und Curland, Leipzig 1845
- Das Gut Munnalas in Ehstland. In: Mitteilungen der Kaiserlich Ökonomischen Gesellschaft zu St. Petersburg, Heft 2, 1847
- Riegen in Ehstland und Verbesserungen in Munnalas. In: Jahrbuch für Landwirtschaft in Livland, 1849
- Stammbaum des Geschlechts von Hueck, 1884
- Ahnentafel der v. Hueck, 1885